# Don Juan
|  | Denne artikel omhandler figuren Don Juan, for operaen af samme navn, se Don Giovanni. |
Don Juan er en legendarisk kvindebedårer, hvis historie er blevet fortalt af talrige forfattere. I dag bruges begrebet Don Juan, eller bare don, om mænd, der har et særligt talent for at forføre kvinder. 
Den første nedskrevne version af Don Juan-myten er skuespillet El Burlador de Sevilla y Convidado de piedra (Forføreren/Drillepinden fra Sevilla og Stengæsten) fra 1630, forfattet af den Spanske munk Gabriel Téllez under pseudonymet Tirso de Molina. Fortællingen er sat til det 14. århundrede.
I skuespillet ser vi Don Juan med forskellige former for list og bedrag forføre et antal kvinder, blandt andet Doña Ana, hvis far, kommandant Don Gonzalo, han dræber. En nat kommer Don Juan forbi Don Gonzalos grav, og da han ser statuen af Don Gonzalo ved graven, inviterer han den til at spise middag med sig. Senere dukker statuen op og beder Don Juan holde sit løfte og komme til middag på kirkegården. Don Juan accepterer invitationen og får serveret orme og skorpioner. Til sidst beder statuen om at måtte trykke Don Juans hånd, og da Juan rækker hånden frem, trækker statuen ham ned i helvede.
Fortællingen er tydeligt moraliserende. Gud straffer Don Juan for hans syndige opførsel, ikke med tilgivelse, men med helvedes pinsler. Samme temaer går igen i senere versioner, men frem mod moderne tid, udvikler moralaspektet sig til at blive mere og mere tvetydigt.
Blandt de værker, hvor Don Juan legenden er brugt, er Molières skuespil Don Juan fra 1665, Mozarts opera Don Giovanni skrevet i 1780'erne, Søren Kierkegaards Enten-Eller. Lord Byron skrev – men færdiggjorde aldrig- den store samfundssatire Don Juan i årene 1819-1824. Byrons digt er oversat til dansk af Holger Drachmann.
I nyere tid er Mikkel Wallentins roman En ræv af guds nåde fra 2005 og Haruki Murakamis Mordet på kommandanten ligeledes inspireret af Don Juan-myten.